# Centro Olímpico Engenheiro Wagner do Nascimento
O Centro Olímpico Engenheiro Wagner do Nascimento, ou apenas conhecido como "Ginásio do Centro Olímpico", é um ginásio poliesportivo localizado no bairro Univerdecidade, no noroeste da cidade de Uberaba, Minas Gerais, Brasil. 
A praça esportiva foi pensada para desenvolver esportes olímpicos de quadra e pista, porém a obra final não seguiu esse ideal e sendo construído apenas o ginásio poliesportivo. Sua inauguração ocorreu no fim do ano de 2007, a obra custou cerca de R$ 6,4 milhões, o seu primeiro evento um show de sertanejo na data da inauguração. O ginásio com capacidade para até 5.000 espectadores se situa na área tecnoindustrial e universitária de Uberaba, ao norte do Parque das Barrigudas e próximo ao Campus Univerdecidade da UFTM e do Campus Tecnológico do IFTM. O ginásio após reformas, se modernizou e sediou importantes eventos culturais e esportivos até de caráter internacional como o Grand Prix de Futsal de 2015. 

## Administração e estruturas
O Ginásio do Centro Olímpico, desde 2011 até atualmente conta com a administração da UFTM para gerir e manter o ginásio. Seu modelo de construção seguiu com a arquibancada disposta de forma oval para a quadra, seguindo o modelo de vários ginásios brasileiros. A praça esportiva atualmente localizada na Avenida Randolfo Borges Junior 3440-3510, Univerdecidade, Uberaba, MG próximo ao prédio da reitoria do IFTM Campus Uberaba, possuí em suas dependências: 
- Quadra principal multiesportiva
- Cabine de transmissão
- Sanitários masculinos e femininos
- Vestiários para as equipes
- Bares e lanchonetes internos
- Estacionamento
- Pista para ambulâncias
- Zona de estudos de educação física e esportes [3]

## Eventos sediados

### Nacionais e regionais
- Jogos da Liga Nacional de Handebol sendo a casa do Uberaba Handebol [4]
- Jogos esportivos universitários como Liga Interestadual Universitária e Copa Inter Atléticas

### Internacionais
- Sede do Grand Prix de Futsal de 2015, em que o Brasil se sagrou campeão diante do Irã no placar de 4-3. [5]
- Recebeu também em 2015 ao lado de Uberlândia, jogos do Campeonato Mundial Júnior de Handebol Masculino de 2015.
- Sediou o Campeonato Sul-americano de Futsal de 2016,nesta ocasião o Brasil também se sagrou campeão. [6]
- Realizou a fase inicial do Campeonato Sul-Americano de Clubes de Voleibol Feminino de 2017
- Além de amistosos e desafios das seleções nacionais de Futsal Masculino e de Vôlei Feminino